# ВВС 1-й ударной армии
Военно-воздушные силы 1-й ударной армии (ВВС 1-й ударной армии, ВВС 1 УдА) — оперативное соединение военно-воздушных сил (ВВС) 1-й ударной армии РККА, времен Великой Отечественной войны.

## Формирование
ВВС 1-й ударной армии сформированы 25 ноября 1941 года на основе придания авиационных частей одновременно с формированием 1-й ударной армии в составе резерва Ставки ВГК.

## Расформирование
ВВС 1-й ударной армии к 1 июля 1942 года были расформированы в связи с пересмотром планов Ставки на применение авиации в боевых действиях и с сосредоточением авиационных частей и соединений в составе воздушных армий.

## В действующей армии
В составе действующей армии:
- с 25 ноября 1941 года по 1 июля 1942 года.

## Командующий ВВС 1-й ударной армии
- Полковник В. Е. Нестерцев[3][4], период нахождения в должности — с декабря 1941 года по апрель 1942 года.

## В составе объединений
| Дата          | Фронт (округ)         |
| ------------- | --------------------- |
| 25.11.1941 г. | Ставка ВГК            |
| 29.11.1941 г. | Западный фронт        |
| 02.02.1942 г. | Северо-Западный фронт |
| 01.07.1942 г. | Северо-Западный фронт |

## Части и отдельные подразделения ВВС армии
За весь период своего существования боевой состав ВВС армии претерпевал изменения, в различное время в её состав входили полки и дивизии:
| Период                  | Наименование соединений                           | Наименование частей                                                | Примечание                               |
| ----------------------- | ------------------------------------------------- | ------------------------------------------------------------------ | ---------------------------------------- |
| 30.12.1941 — 21.01.1942 | 23-я тяжелая-бомбардировочная авиационная дивизия | 1-й тяжелый бомбардировочный авиационный полк                      | ТБ-3                                     |
| 30.12.1941 — 21.01.1942 | 23-я тяжелая-бомбардировочная авиационная дивизия | 3-й тяжелый бомбардировочный авиационный полк                      | ТБ-3                                     |
| 30.12.1941 — 21.01.1942 | 23-я тяжелая-бомбардировочная авиационная дивизия | 7-й тяжелый бомбардировочный авиационный полк                      | ДБ-3Ф и ТБ-3                             |
| 25.11.1941 — 01.01.1942 |                                                   | 711-й бомбардировочный авиационный полк                            |                                          |
| 13.02.1942 — 11.03.1942 |                                                   | 169-й истребительный авиационный полк                              | ЛаГГ-3, выведен на переучивание в 4 зиап |
| 10.02.1942 — 06.05.1942 |                                                   | 416-й истребительный авиационный полк                              | ЛаГГ-3, выведен на переучивание в 6 зиап |
| 19.02.1942 — 15.06.1942 |                                                   | 744-й истребительный авиационный полк                              | Як-1, включен в состав 240 иад           |
| 06.12.1941 — 21.01.1942 |                                                   | 710-й ночной бомбардировочный авиационный полк                     | По-2                                     |
| 02.02.1942 — 01.04.1942 |                                                   | 710-й ночной бомбардировочный авиационный полк                     | По-2, переформирован в 366 оаэс          |
| 11.02.1942 — 07.03.1942 |                                                   | 739-й истребительный авиационный полк                              | ЛаГГ-3, выведен на переучивание в 4 зиап |
| 02.02.1942 — 10.06.1942 |                                                   | 707-й ночной бомбардировочный авиационный полк                     | По-2, убыл в состав 242 нбад             |
| 01.01.1943 — 14.03.1943 |                                                   | 674-й ночной бомбардировочный авиационный полк                     | У-2, расформирован                       |
| 05.02.1942 — 01.05.1942 |                                                   | 321-я отдельная разведывательная авиационная эскадрилья            | Пе-3, переформирована в 6-ю одраэ        |
| 28.01.1942 — 01.04.1942 |                                                   | 301-я легкобомбардировочная авиационная эскадрилья                 | По-2,                                    |
| 13.03.1942 — 06.04.1942 |                                                   | отдельная авиационная эскадрилья ночных бомбардировщиков ВВС 1 УдА | У-2, переформирована в 366 оаэс          |

## Участие в операциях и битвах
- Контрнаступление под Москвой — с 29 ноября 1941 года по 2 февраля 1942 года
- Демянская наступательная операция — с 7 января 1942 года по 25 мая 1942 года